# Les Bootleggers
Pour plus de détails, voir Fiche technique et Distribution.
Les Bootleggers (titre original : White Lightning) est un film américain réalisé par Joseph Sargent, sorti en 1973.

## Synopsis
Jugé pour trafic de whisky, McKlusky est condamné à la prison. Au pénitencier, il apprend que son frère a été assassiné par le shérif Connors. Les autorités fédérales soupçonnent Connors de corruption et de trafic. McKlusky leur propose de démasquer le shérif en échange d'une remise de peine...

## Fiche technique
- Titre original : White Lightning
- Réalisation : Joseph Sargent, assisté de Hal Needham
- Scénario : William W. Norton
- Photographie : Edward Rosson
- Montage : George Jay Nicholson
- Musique : Charles Bernstein
- Producteurs : Arthur Gardner et Jules Levy
- Pays de production :  États-Unis
- Genre : Film dramatique, Film policier, Film d'action
- Durée : 101 minutes
- Dates de sortie :
  - États-Unis : 8 août 1973 (New York)
  - Suède : 22 octobre 1973
  - Allemagne de l'Ouest : 1er mars 1974

## Distribution
- Burt Reynolds (VF : Jacques Richard) : Gator McKlusky
- Ned Beatty (VF : William Sabatier) : Le shérif J.C. Connors
- Bo Hopkins (VF : Michel Bedetti) : Roy Boone
- Jennifer Billingsley (VF : Perrette Pradier) : Lou
- Matt Clark (VF : Philippe Ogouz) : Watson dit frimeur
- R. G. Armstrong (VF : André Valmy) : Big Bear
- Robert Ginnaven (VF : Michel Paulin) : Harvey
- Louise Latham : Martha Culpepper
- Diane Ladd : Maggie
- Conlan Carter : le député
- Dabbs Greer (VF : Jean Violette) : Pa McKlusky
- Lincoln Demyan : Warden
- John Steadman (en) : Skeeter
- Iris Korn : Ma McKlusky
- Stephanie Burchfield : Jenny
- Barbara Muller : Louella

## À noter
- Laura Dern, alors âgée de six ans, fait ici ses débuts d'actrice aux côtés de sa mère Diane Ladd. Elle y interprète Sharon-Anne, la fille de Maggie.
- Burt Reynolds reprendra son rôle trois ans plus tard dans une suite qu'il réalise, Gator.